# Nyonoksa

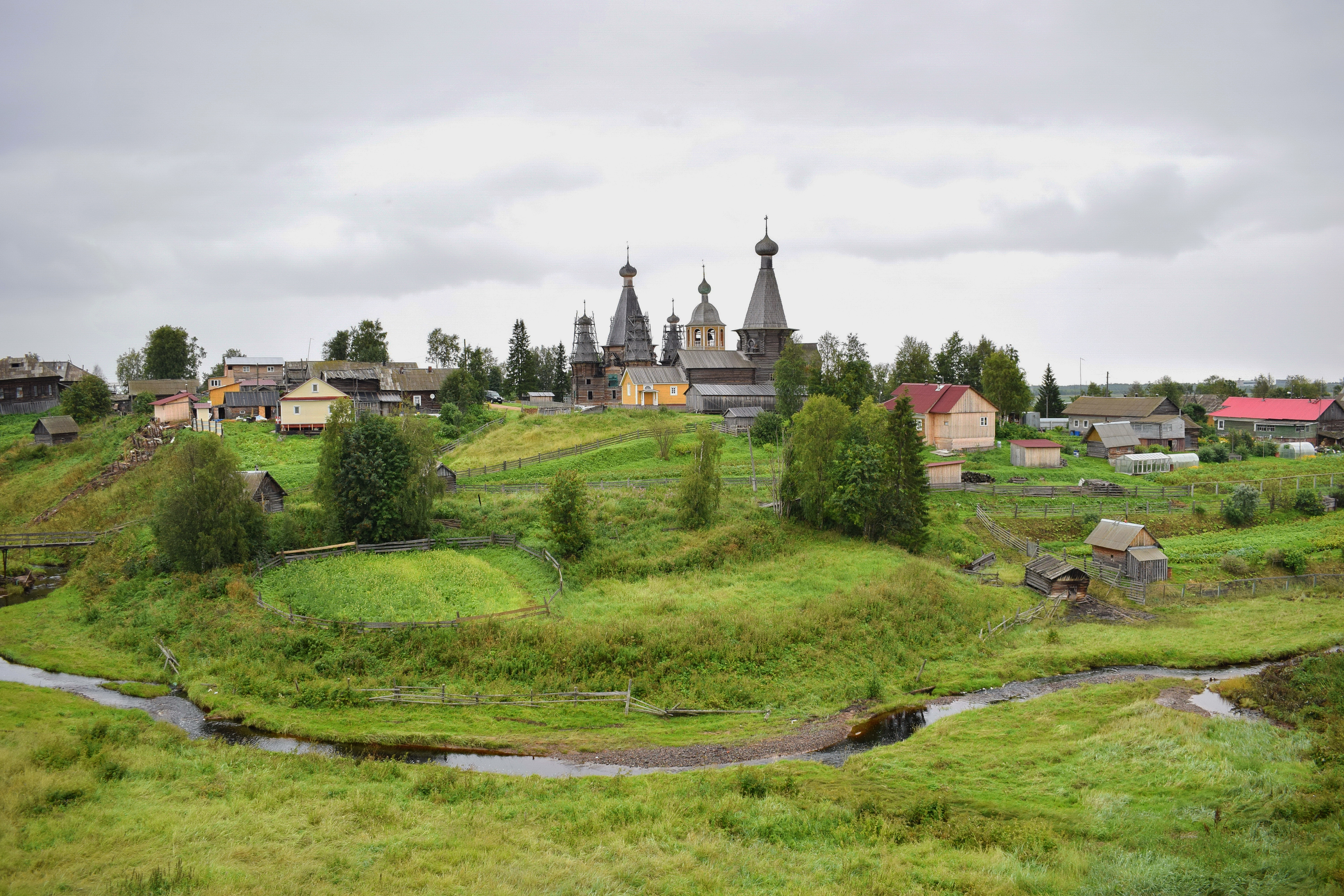
Panorámica de Nyonoksa con las iglesias y el campanario en medio

Nyonoksa (en ruso: Нёнокса) es una localidad rural rusa del óblast de Arjánguelsk administrada por la localidad de Severodvinsk. Se encuentra ubicada en el litoral del golfo de Onega, en el mar Blanco al norte de Severodvinsk.
De acuerdo con el censo de 2010, la población era de 468, sin embargo, desde el 14 de agosto de 2019 se tuvo que evacuar la ciudad a causa de un accidente con misiles nucleares.

## Historia

### Primer asentamiento y desarrollo económico
Varias fuentes apuntan a que el primer asentamiento pudo haberse producido en 1397.
La zona es rica en producción de sal. A partir del siglo XV hasta mediados del XX la sal ha ido extrayéndose de las fuentes subterráneas para su posterior comercialización, atrayendo a comerciantes de todo el país.

### Zona de pruebas de misiles y accidentes de 2015 y 2019
En las proximidades se encuentra una zona de prueba de lanzamiento de misiles, cuyo terreno es propiedad de las Fuerzas Navales Rusas. Desde 1965 se han producido lanzamientos de diferentes proyectiles tipo: R-27 Zyb, R-29 Vysota, Rif y Gnom. Dichos modelos fueron prototipos para el emplazamiento de submarinos nucleares. 
El lugar se encuentra en el término de Sopka, a 2 km al norte del núcleo urbano.
El 15 de diciembre de 2015 se produjo un accidente durante una de las pruebas al caer en un bloque de viviendas. En consecuencia, se produjo un incendio, por lo que se tuvo que proceder a la evacuación inmediata.
Cuatro años después se produjo otro accidente: una explosión por la zona en la que fallecieron cinco personas y en la que entre tres y seis resultaron heridos. Tras la deflagración se produjo un incremento considerable de radiación. De acuerdo con la corporación Rosatom: "la explosión se produjo en una plataforma ubicada en el mar cuando se estaba testando un motor de propulsión de líquidos.
Los fallecidos eran operarios que se encontraban trabajando en el sistema de propulsión. Aunque las autoridades rusas no han especificado el modelo del misil, los medios de comunicación al igual que el presidente de los Estados Unidos: Donald Trump relacionaron el suceso al desarrollo del 9M730 Burevestnik, también conocido como: "Skyfall Ruso".

## Patrimonio cultural
La zona es conocida por sus iglesias de madera. Uno de sus monumentos más destacados es el Nyonokotsky Pogost, siendo uno de los pocos conjuntos de madera que consiste en dos iglesias (Trinidad en 1727 y San Nicolás en 1763): una grande y aislante del calor que es utilizada en los meses de verano, mientras que la otra más pequeña, es cálida para los meses de invierno a parte del campanario (construido en 1834).